# کاستییو د لکوبین
کاستییو دِ لُکُوبین (به اسپانیایی: Castillo de Locubín) یکی از دهستان‌های استان خائن اندلس در کشور اسپانیا است. این شهر با مساحت ۱۰۴ کیلومتر مربع، ۴۶۵۹ تن جمعیت دارد.
این دهستان را بخاطر دیوارهای سفیدرنگ خانه‌هایش به روستای سفید (pueblo blanco) مشهور است.